# Jochen Lettmann
Jochen Lettmann (Duisburgo, 10 de abril de 1969) es un deportista alemán que compitió en piragüismo en la modalidad de eslalon.
Participó en los Juegos Olímpicos de Barcelona 1992, obteniendo una medalla de bronce en la prueba de K1 individual. Ganó dos medallas en el Campeonato Mundial de Piragüismo en Eslalon, oro en 1995 y bronce en 1997, ambas en la prueba de K1 por equipos, y dos medallas en el Campeonato Europeo de Piragüismo en Eslalon de 1996, oro en la prueba de K1 por equipos y bronce en K1 individual.

## Palmarés internacional
| Juegos Olímpicos   | Juegos Olímpicos         | Juegos Olímpicos  | Juegos Olímpicos |
| Año                | Lugar                    | Medalla           | Competición      |
| ------------------ | ------------------------ | ----------------- | ---------------- |
| 1992               | Barcelona (España)       | Medalla de bronce | K1 individual    |
| Campeonato Mundial |                          |                   |                  |
| Año                | Lugar                    | Medalla           | Competición      |
| 1995               | Nottingham (Reino Unido) | Medalla de oro    | K1 por equipos   |
| 1997               | Três Coroas (Brasil)     | Medalla de bronce | K1 por equipos   |
| Campeonato Europeo |                          |                   |                  |
| Año                | Lugar                    | Medalla           | Competición      |
| 1996               | Augsburgo (Alemania)     | Medalla de oro    | K1 por equipos   |
| 1996               | Augsburgo (Alemania)     | Medalla de bronce | K1 individual    |